# Association des professionnels du caoutchouc naturel de Côte d'Ivoire
L'Association des Professionnels du Caoutchouc Naturel de Côte d'Ivoire (APROMAC) est une organisation à but non lucratif créée en 1975 et régie par les dispositions de la loi n°60-315 du 21 septembre 1960 et de l’ordonnance n°2011-473 du 21 décembre 2011, relative aux Organisations Interprofessionnelles Agricoles (OIA).

## Historique
APROMAC est régie par les dispositions de la loi n°60-315 du 21 septembre 1960 et de l’ordonnance n°2011-473 du 21 décembre 2011 et elle a été reconnue comme Organisation Interprofessionnelle Agricole de la filière par le décret n°2020-270 du 26 février 2020. Cette reconnaissance de l'autorité suprême devrait renforcer un peu plus la légitimité d'APROMAC en tant qu’interlocuteur majeur des acteurs de la filière comme les planteurs, les usiniers exportateurs et les industriels auprès des pouvoirs publics,,.

## Mission
L'APROMAC se charge de la promotion de l'hévéaculture et de la fixation des prix du caoutchouc naturel pour les exploitants. Elle œuvre pour la professionnalisation du secteur à travers le renforcement des capacités et des moyens de production de ses membres, en vue de développer une filière performante, compétitive et durable au service de tous,.
Elle fait également la promotion de la mise en place de pratiques agricoles durables pour la production d’hévéa, en encourageant les agriculteurs à adopter des techniques agricoles respectueuses de l’environnement, assure le profilage des voies afin de faciliter l'accès aux plantations d'hévéaculture, sensibilise le grand public sur l’importance de l’industrie du caoutchouc et des produits qui en découlent pour l’économie nationale,,,.

## Objectif
L'Association des Professionnels du Caoutchouc Naturel de Côte d'Ivoire abrégée APROMAC vise, dans les cinq prochaines années, la mise en place d’une chaîne de valeurs bien développée, créatrice d’emplois, avec des acteurs bien formés tirant profit de leurs activités et une industrie du caoutchouc naturelle, durable et compétitive sur le marché mondial,. 